# The Satanic Temple
The Satanic Temple (dt. „Der Satanische Tempel“, kurz TST) ist eine atheistische satanische Organisation, die 2013 von Lucien Greaves (alias Douglas Mesner; bürgerlicher Name Douglas Misicko) und Malcolm Jarry (bürgerlicher Name Cevin Soling) gegründet wurde. Sie gehört zum modernen, atheistischen Satanismus wie auch die Church of Satan (CoS) von Anton LaVey, grenzt sich allerdings explizit von okkulten und esoterischen Praktiken ab und vertritt im Gegensatz zur CoS ein humanistisches Menschenbild sowie politischen Aktivismus.

## Geschichte
In einem Interview mit der New York Times gab Malcolm Jarry an, dass die erste Idee auf George W. Bushs Gründung des White House Office of Faith-Based and Community Initiatives (OFBCI) (dt. Amt des Weißen Hauses für religiöse und kirchgemeindliche Initiativen) im Jahr 2001 zurückgeht.
Die Idee ruhte bis 2012, als Malcolm Jarry bei einem Vortrag an der Harvard University mit Douglas Mesner zusammentraf. Am 25. Januar 2013 kam es zu ersten aktivistischen Tätigkeiten. Der damalige Gouverneur von Florida, Rick Scott, setzte ein Gesetz durch, das Gebete in Schulen erlaubte. Nach der Verabschiedung des Gesetzes inszenierten Malcolm Jarry und Lucien Greaves eine vorgebliche Pro-Rick-Scott-Demonstration vor dem Parlamentsgebäude, um sich dafür zu bedanken, dass ihre „satanistischen“ Kinder jetzt auch in der Schule Satan anbeten dürfen.
Dabei wurde erstmals der Name The Satanic Temple öffentlich benutzt. Als Sprecher der Gruppierung trat damals noch ein Schauspieler auf. Nachdem die Aktion auf ein überdurchschnittlich großes Medienecho stieß, entschied sich Douglas Mesner dazu, unter dem Namen Lucien Greaves von nun an selbst als Vorsitzender des Satanic Temple aufzutreten:

“It just became obvious that you're not going to be able to coach somebody on what we think and feel. We couldn't constantly have a feed going into his ear.”

„Es wurde offensichtlich, dass man das, was wir denken und fühlen, nicht einfach jemandem beibringen konnte. Wir konnten ihm nicht permanent soufflieren.“

Die Organisation wuchs durch Spendenaufrufe und medienwirksame Aktionen in den folgenden Jahren weiter. Die zugrundeliegende Weltanschauung wurde in den Seven fundamental tenets festgehalten und ein literarischer Kanon etabliert. Durch die Arbeit in den Gemeinden geht die Tätigkeit heute auch über reinen Aktivismus hinaus, so werden z. B. auch satanische Veranstaltungen organisiert.
2019 wurde auf dem Sundance Film Festival erstmals der Dokumentarfilm Hail Satan? gezeigt, der von den ersten Jahren des TST berichtet. Er lief in Deutschland unter dem Namen Hail Satan? Amerika und seine Satanisten erstmals am 6. Juli 2021 auf ZDFinfo.
Ende 2024 wurde der Satanic Temple in Russland als „unerwünschte Organisation“ eingestuft.

## Hauptsitz
Der Satanic Temple hat 2016 seinen offiziellen Hauptsitz in Salem, Massachusetts, eröffnet. Das ehemalige viktorianische Beerdigungsinstitut ist anthrazitfarben gestrichen und dient auch als Salem Art Gallery.

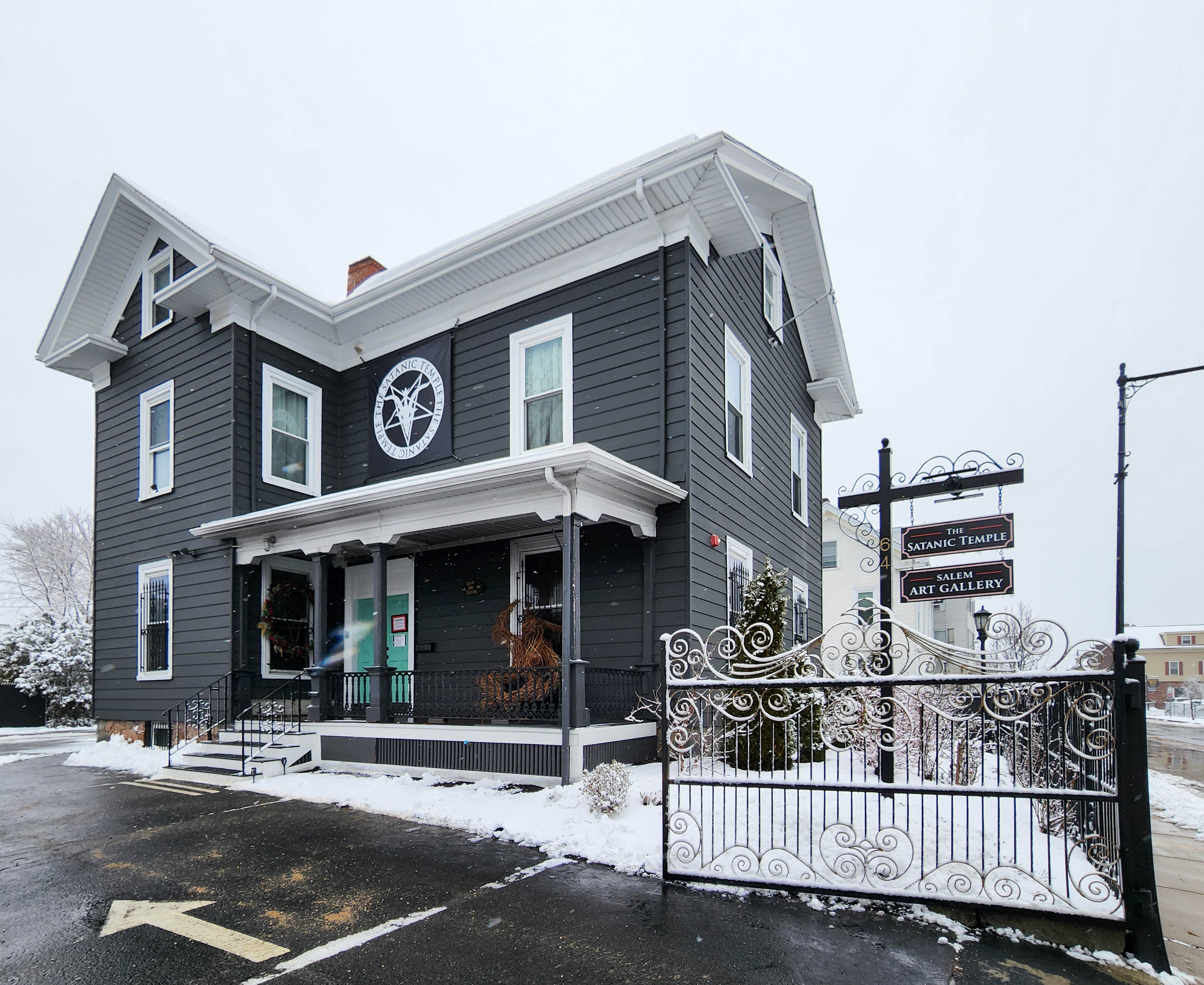
Das Hauptquartier des Satanic Temple in Salem

Auf das Gebäude wurden bereits mehrfach Brand- und Sprengstoffanschläge verübt bzw. versucht zu verüben. 2022 wurde hier Feuer gelegt und noch am Tatort ein Mann verhaftet, der ein T-Shirt mit der Aufschrift GOD trug und zugab, aus Hass gehandelt zu haben. Rund zwei Jahre später wurde eine Rohrbombe auf das Grundstück geworfen und ebenfalls vor Ort ein Mann verhaftet sowie eine Notiz gefunden, in der der Täter angab, im Auftrag Elohims zu handeln. Ein weiterer versuchter Bombenattentäter wurde 2024 im Vorfeld durch seine Mutter verraten. Lucien Greaves bemerkte im Zusammenhang mit dem Brandschlag von 2022, dieser Angriff habe den paradoxen Effekt gehabt, dass man sich in Salem willkommener denn je fühle. Er bedankte sich für die Anteilnahme, freiwillige Hilfsangebote und eine „herzliche Umarmung“ durch die örtliche Gemeinde.
Die Stadt Salem ist überregional vor allem durch die Hexenprozesse von Salem im Jahr 1692 bekannt.

## Verbreitung
TST hatte im November 2016 ca. 50.000 Mitglieder in den USA. Nach der Wahl von Donald Trump zum Präsidenten der Vereinigten Staaten stiegen die Mitgliedszahlen innerhalb weniger Tage um mehrere Tausend an. 2022 gab der Satanic Temple die Zahl seiner weltweiten Mitglieder mit über 700.000 an. Außerhalb der USA existieren Congregations im Rest der englischsprachigen Welt und in verschiedenen Ländern Europas, darunter Deutschland.

## Lehre
Aus Sicht des TST ist es möglich, Religion und den Glauben an Übernatürliches voneinander zu trennen. Wie in anderen Formen des modernen Satanismus wird Satan daher nicht als real existierende Wesenheit angebetet, sondern steht vielmehr als Symbol für Individualität, Freiheitswillen und das Aufbegehren gegen Tyrannei. TST lehnt jede Art von Okkultismus ab. Die satanische Symbolik dient dabei als kultureller und identitätsstiftender Rahmen.
TST sieht sich selbst als moderne Weiterentwicklung des Satanismus nach LaVey.

### Auftrag bzw. Ziele von TST
Als ethische Leitlinie formuliert TST auf ihrer Website folgendes Ziel:

“The mission of The Satanic Temple is to encourage benevolence and empathy among all people. In addition, we embrace practical common sense and justice.”

„Der Auftrag von The Satanic Temple ist es, Güte und Einfühlungsvermögen zwischen allen Menschen zu fördern. Darüber hinaus treten wir für angewandten gesunden Menschenverstand und Gerechtigkeit ein.“

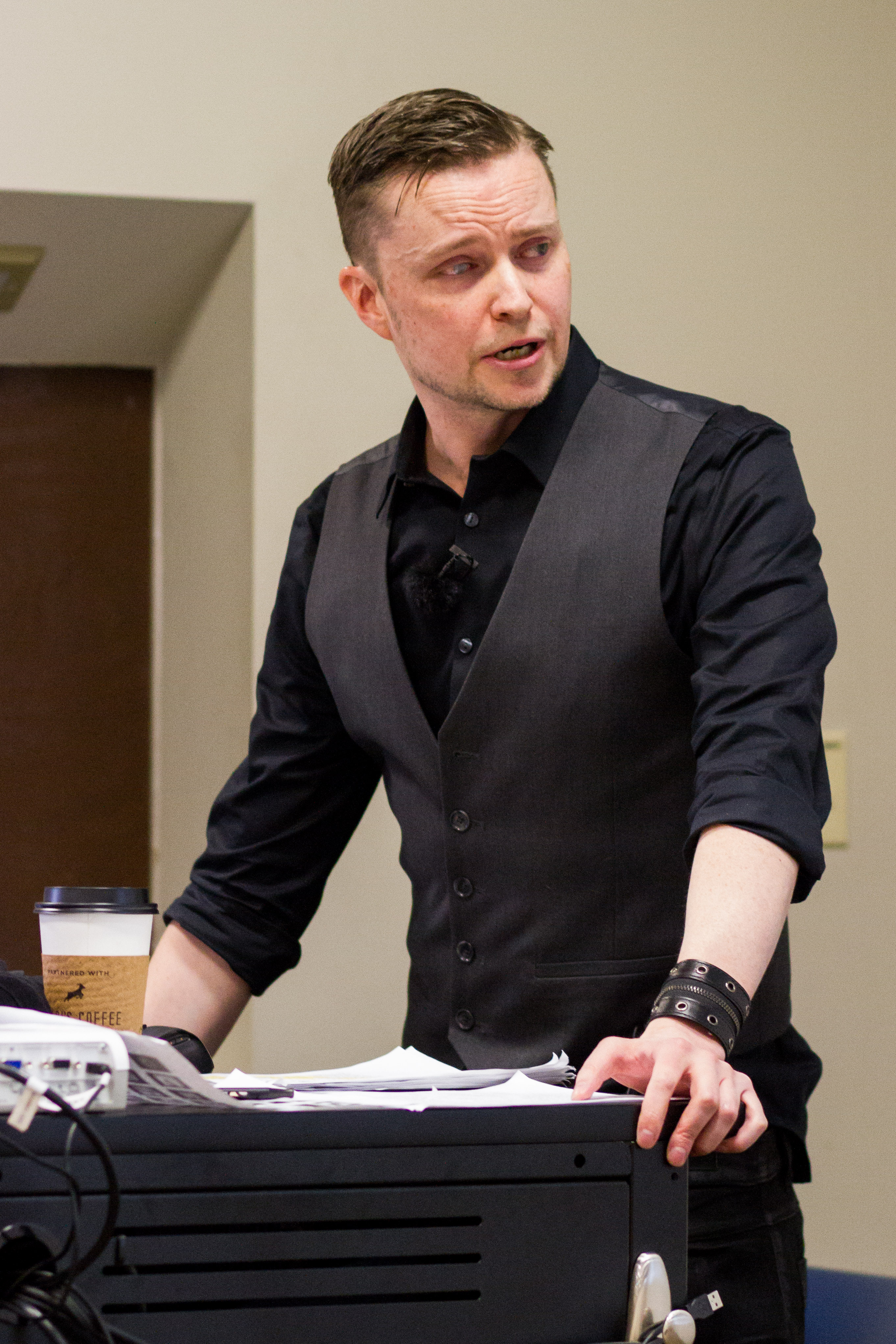
Der Mitbegründer des Satanic Temple, Lucien Greaves, spricht auf dem SASHAcon 2016.

Darüber hinaus heißt es zu konkreten Aktivitäten und Zielen der Gemeinschaft:

“As an organized religion, we feel it is our function to actively provide outreach, to lead by example, and to participate in public affairs wheresoever the issues might benefit from rational, Satanic insights. As Satanists, we all should be guided by our consciences to undertake noble pursuits guided by our individual wills. We believe that this is the hope of all mankind and the highest aspiration of humanity.”

„Als religiöse Gemeinschaft sehen wir es als unsere Aufgabe, aktiv Öffentlichkeitsarbeit zu betreiben, mit gutem Beispiel voranzugehen und an öffentlichen Angelegenheiten teilzunehmen, wann immer die Sache von rationalen, satanischen Erkenntnissen profitieren könnte. Als Satanisten sollte unser Gewissen uns dazu führen, ehrbare Anliegen zu verfolgen, bei denen uns unser individueller Wille leitet. Wir glauben, dass dies die Hoffnung und höchste Bestrebung der gesamten Menschheit ist.“

### Die Sieben Grundsätze
TST formuliert in sieben Grundsätzen die wesentlichsten Eckpfeiler der von der Gemeinschaft vertretenen Ethik:

„There are seven fundamental tenets.
1. One should strive to act with compassion and empathy towards all creatures in accordance with reason.
2. The struggle for justice is an ongoing and necessary pursuit that should prevail over laws and institutions.
3. One’s body is inviolable, subject to one’s own will alone.
4. The freedoms of others should be respected, including the freedom to offend. To willfully and unjustly encroach upon the freedoms of another is to forgo your own.
5. Beliefs should conform to our best scientific understanding of the world. We should take care never to distort scientific facts to fit our beliefs.
6. People are fallible. If we make a mistake, we should do our best to rectify it and resolve any harm that may have been caused.
7. Every tenet is a guiding principle designed to inspire nobility in action and thought. The spirit of compassion, wisdom, and justice should always prevail over the written or spoken word.“

„Seven Tenets - Unsere Satanistischen Grundsätze
1. Man sollte danach streben, gegenüber allen Lebewesen mit Mitgefühl und Empathie im Einklang mit der Vernunft zu handeln.
2. Das Streben nach Gerechtigkeit ist ein fortlaufendes und notwendiges Anliegen, das über Gesetzen und Institutionen stehen sollte.
3. Der eigene Körper ist unantastbar, er unterliegt dem eigenen Willen allein.
4. Die Freiheiten anderer sollten respektiert werden, einschließlich der Freiheit zu kränken. In die Freiheiten eines anderen vorsätzlich und zu Unrecht einzugreifen, heißt auf die eigenen zu verzichten.
5. Überzeugungen sollten unserem besten wissenschaftlichen Verständnis der Welt entsprechen. Wir sollten darauf achten, niemals wissenschaftliche Fakten so zu verbiegen, dass sie zu unseren Überzeugungen passen.
6. Menschen sind fehlbar. Wenn wir einen Fehler machen, sollten wir unser Bestes geben, ihn zu korrigieren und eventuell entstandenen Schaden zu beheben.
7. Jeder dieser Grundsätze ist ein Leitprinzip, ausgelegt, um edles Handeln und Denken zu inspirieren. Der Geist von Mitgefühl, Weisheit und Gerechtigkeit sollte jederzeit über dem geschriebenen und gesprochenen Wort stehen.“

## Organisation
Ursprünglich war der TST in sogenannten Chapters (Ortsverbänden) organisiert. Seit 2021 wird von Congegrations (Gemeinden) gesprochen. Hiermit sollte auch der religiöse Charakter des TST unterstrichen werden. Congregations werden von lokalen Mitgliedern unter der Aufsicht des Recognition and Onboarding Committee (RoC) aufgebaut. Derzeit existieren über 50 Congregations, vor allem in den USA, aber auch in anderen Staaten. Dort wo (noch) keine Congregation existiert, haben sich Mitglieder oftmals unter dem Namen Friends of The Satanic Temple zusammengeschlossen.

## TST Germany
Am Unveiling Day 2022 wurde die drei Jahre zuvor als Friends of The Satanic Temple Germany gegründete Gruppe als Congregation anerkannt. Einen Monat später fand ein erstes offizielles Treffen mit Untaufe in Köln statt. Zur Hexennacht im Jahr darauf folgte ein Treffen in Berlin mit einem Vortrag zur Geschichte der Hexenverfolgung und einer religiösen Messe.
Zum ersten Mal an die Öffentlichkeit trat der TST Germany mit einer Kundgebung im Vorfeld des 103. Deutschen Katholikentages im Mai 2024 in Erfurt. Im Rahmen einer Goldenen Messe auf dem Domplatz wurde die Wertschätzung religiösen Lebens in der pluralen und demokratischen Gesellschaft sowie die religiöse Vielfalt gefeiert.

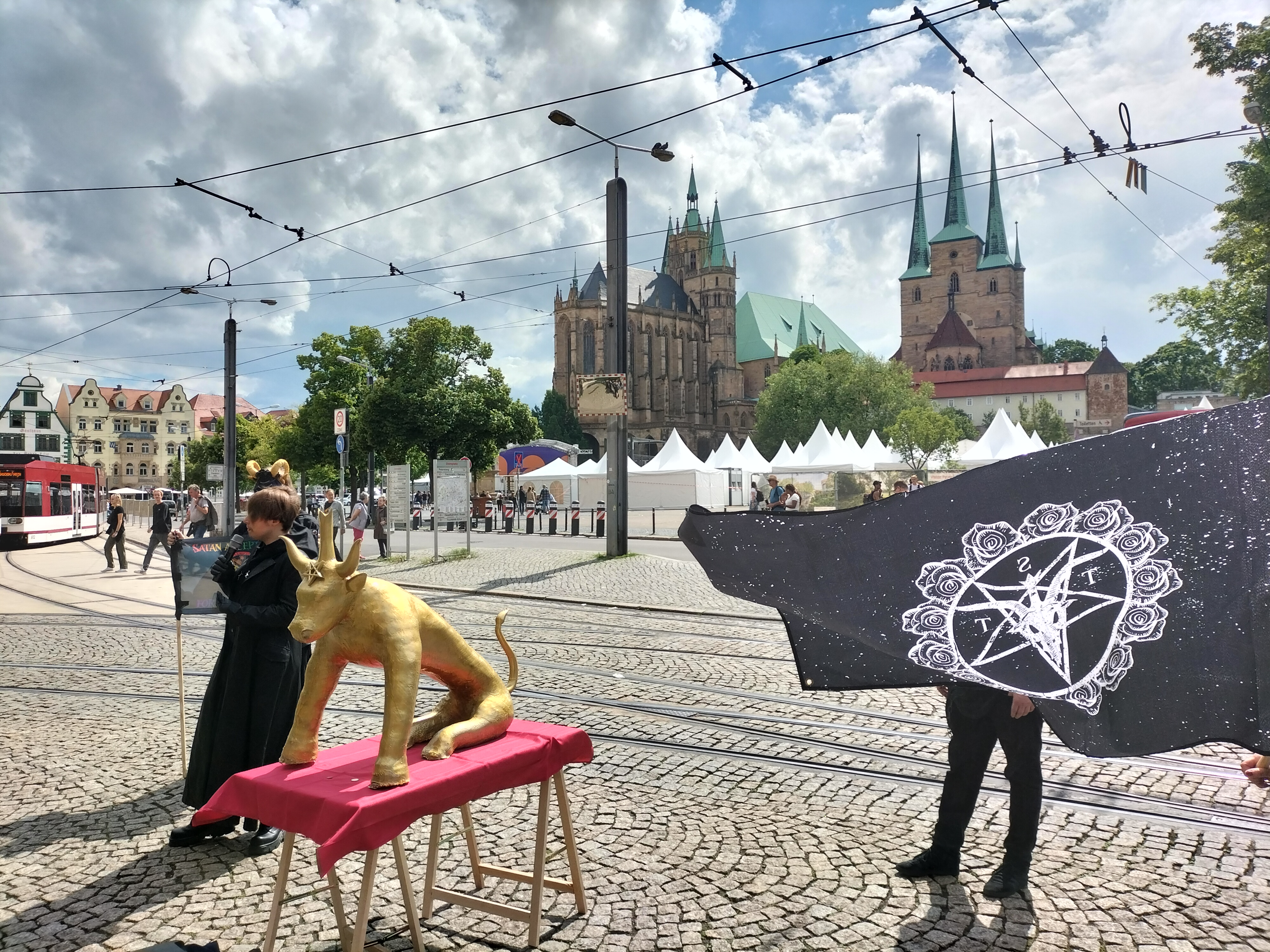
Kundgebung des Satanic Temple in Erfurt 2024

Im selben Jahr zelebrierten die deutschen Ministers of Satan zum ersten Mal ein TST-Hochzeitsritual in Deutschland, für ein gleichgeschlechtliches Paar. Zum Jahreswechsel 2024/25 gründete die deutsche Congregation sich zusätzlich als Verein.
Während des Deutschen Evangelischen Kirchentages 2025 organisierte TST Germany in Hannover öffentliche Kundgebungen, die sich mit dem Gedenken an die Opfer der Hexenverfolgung und mit der Thematik der öffentlichen Finanzierung religiöser Großveranstaltungen befassten. Kirchentagspräsidentin Anja Siegesmund sagte hierzu: „Ich bin sehr dankbar, dass wir in einem freien Land leben.“

## Aktivitäten (Auswahl)
Seit der Gründung kam es zu einer Vielzahl von Aktionen und Kampagnen, die sich in der Regel direkt gegen eine politische Einflussnahme von christlichen Gruppierungen richteten. Dabei beruft sich der TST oftmals auf den 1. Zusatzartikel zur Verfassung der Vereinigten Staaten, der das Recht auf freie Religionsausübung sowie der Gleichbehandlung von Religionsgemeinschaften garantiert.

### Gebete in Schulen (2013)
Die Organisation erlangte erstmals im Januar 2013 mediale Aufmerksamkeit, als sich eine Gruppe von Satanisten vor dem Kapitol des Bundesstaates Florida versammelte, um ihre Zustimmung zu einem im Vorjahr von Gouverneur Rick Scott unterzeichneten Gesetzentwurf (Senate Bill 98) zu bekunden, der von Schülern geleitete Gebete in Schulversammlungen erlaubte. Die Gruppe erklärte weiter, dass der Gesetzentwurf keine Religion vorschreibe, so dass die Gebete von einem Schüler jeder Religion – einschließlich des Satanismus – geleitet werden könnten. Die TST-Mitglieder kündigten an, dass sie „auf die Straße gehen würden, um zu sagen, wie glücklich wir sind, weil unsere satanischen Kinder jetzt in der Schule zu Satan beten können.“

### ProjektProtect Children(2014)
Die Initiative soll Kinder vor Körperstrafe durch Lehrer schützen, die in den USA noch in 19 Bundesstaaten legal ist, indem diese sich auf ihre religiösen Rechte als TST-Mitglied berufen. Konkret zielt das vom Satanic Temple im Frühjahr 2014 ins Leben gerufene Protect Children Project (Kinderschutz-Projekt) darauf ab, „den Schutz des ersten US-Verfassungszusatzes zu gewährleisten, um Kinder zu unterstützen, bei denen die Gefahr besteht, dass sie in der Schule von Lehrern und Verwaltungsangestellten durch den Einsatz von Einzelhaft, Fesseln und körperlicher Züchtigung psychisch oder physisch misshandelt werden“. Auf der Webseite des Protect Children Project wurden die Teilnehmer aufgefordert, vorgefertigte Briefe auszudrucken, die sie an einem Tag, der als „Protect Children Day“ (Tag zum Schutz der Kinder) bezeichnet wurde, als Protest an ihre jeweiligen Schulbehörden schicken sollten. Im März 2017 startete The Satanic Temple im Rahmen des Protect Children Project eine Anti-Prügel-Kampagne gegen körperliche Züchtigung in Schulen. Sie enthüllten Plakatwände in Texas, auf denen zu lesen war: „Lass dich nie wieder in der Schule schlagen. Übe deine religiösen Rechte aus.“

### Baphomet-Statue (2015)
Besonderes Aufsehen erregte der Versuch, neben einer Statue der Zehn Gebote, die auf dem Gelände der Regierung von Oklahoma stand, eine Statue von Baphomet errichten zu lassen. Der Satanic Temple startete hierzu 2014 eine Crowdfunding-Kampagne, um ein Satansdenkmal zu schaffen, das Baphomet und zwei Kinder darstellt, mit der Absicht, dieses Denkmal im Oklahoma State Capitol aufzustellen. Die Gruppe sammelte Spenden, um die Statue als Antwort auf das Zehn-Gebote-Denkmal zu errichten, das 2012 von einem Staatsvertreter aus Oklahoma aufgestellt wurde. Der Künstler Mark Porter schmiedete die Skulptur in Florida nach einer Zeichnung von Eliphas Levi, die als Grundlage für Baphomet diente. Die Verantwortlichen reagierten, in dem die Statue der Zehn Gebote entfernt wurde. Die Baphomet-Statue steht heute im TST-Hauptquartier und ist Teil der Salem Art Gallery.

### Gegenproteste vor Planned-Parenthood-Standort (2015)
Am 22. August 2015 veranstaltete der Detroiter Ortsverband von The Satanic Temple einen Gegenprotest vor einem Planned-Parenthood-(Geplante-Elternschaft)-Standort in Ferndale als Reaktion auf Anti-Abtreibungsgruppen, die am selben Tag gegen Planned Parenthood protestieren wollten. Als Teil des Protests veranstaltete der Tempel eine Guerilla-Theater-Performance, bei der zwei als Geistliche verkleidete Männer Milch auf kniende Schauspielerinnen schütteten.

### Dämonisierung von Junipero Serra (2015)
Das Los Angeles Chapter des Tempels hat auch gegen die Heiligsprechung von Junipero Serra durch Papst Franziskus protestiert und im Oktober 2015 eine Zeremonie abgehalten, bei der sie den christlichen Missionar „dämonisierten“, indem sie behaupteten, dass Serra bei der Versklavung tausender amerikanischer Ureinwohner geholfen habe und dass er „auch die spanische Inquisition in seinen Gebieten anführte und die Bewohner der Missionen wegen der Verbrechen der Zauberei, Hexerei und Teufelsanbetung verurteilte“.

### Engagement für muslimische Flüchtlinge (2015)
Im November 2015 erregte der Tempel die Aufmerksamkeit der Medien, weil er anbot, Muslime oder Flüchtlinge aufzunehmen, die Angst hatten, wegen der Terroranschläge in Paris 2015 Repressalien zu erleben.

### Satan nach der Schule (2016)
After School Satan wird von Reason Alliance LTD, einer US-amerikanischen gemeinnützige Organisation, unterstützt. Die Organisation wurde als Alternative zu christlich orientierten außerschulischen Gruppen wie dem Good News Club gegründet. Es gibt After School Satan Clubs in zahlreichen Städten in den Vereinigten Staaten, darunter Atlanta, Los Angeles, Salt Lake City, Pensacola, Washington. D.C., Tucson, Springfield, Seattle und Portland.
After School Satan Clubs „beinhalten Spiele, Projekte und Denkübungen, die Kindern helfen zu verstehen, woher wir wissen, was wir über unsere Welt und unser Universum wissen“. Der Sprecher des Satanic Temple, Finn Rezz, sagte, der Club werde sich auf Wissenschaft und rationales Denken konzentrieren und „Wohlwollen und Empathie für alle“ fördern – und gleichzeitig eine Alternative zum bibelzentrierten „Good News Club“ bieten. Die After School Satan Clubs lehren die Kinder nicht, an übernatürliche Kreaturen mit Namen Satan zu glauben oder satanische Rituale durchzuführen.

### Religiöses Abtreibungsritual (2020)
Die Religious Reproductive Rights Campaign tritt für das Recht auf Schwangerschaftsabbruch ein. Nach einer gescheiterten Abtreibungsklage im Juni 2020 kündigte der Satanic Temple am 5. August 2020 ein religiöses Abtreibungsritual an, das Mitglieder in RFRA-Staaten davon befreit, „medizinisch unnötige und unwissenschaftliche Abtreibungsvorschriften zu ertragen, wenn sie versuchen, ihre Schwangerschaft zu beenden“. Im September 2021 forderte ein Anwalt des Satanic Temple in einem Schreiben an die US-Arzneimittelbehörde Food and Drug Administration das Recht, medizinische Abtreibungsmedikamente (Misoprostol, Mifepriston) an die Mitglieder des TST abzugeben. Der Satanic Temple protestierte damit vor allem gegen ein texanisches Abtreibungsgesetz, das vom Obersten Gerichtshof der USA bestätigt wurde, und argumentierte, dass der Status des Tempels als atheistische religiöse Organisation den Zugang zur Abtreibung als ein glaubensbasiertes Recht gewährleisten sollte. 2023 eröffnete der TST in New Mexico eine telemedizinische Praxis, die von einem akkreditierten klinischen Team betrieben wird und Patientinnen mit Abtreibungspillen versorgt. Die Einrichtung wurde als Samuel Alito’s Mom’s Satanic Abortion Clinic nach der Mutter des Richters Samuel Alito benannt, der eine entscheidende Rolle beim umstrittenen Urteil des Obersten Gerichtshofs spielte.

### SatanCon (2022)
Am 12. Februar 2022 veranstaltete der Satanic Temple seinen ersten SatanCon-Kongress im Saguaro Hotel in Scottsdale, Arizona. Außerhalb des Hotels protestierten Hunderte von Christen mit Kruzifixen, Kreuzen und Schildern, die Satan anprangerten. Einem Bericht zufolge, der auf einem Tweet basierte, musste die Polizei einmal eingreifen, nachdem einige protestantische und katholische Demonstranten wegen ihrer theologischen Differenzen zu kämpfen begannen.

### Weitere Aktivitäten
Innerhalb des Satanic Temple gibt es verschiedene Factions die sich bestimmten Bereichen widmen. Die Grey Faction etwa ist eine Aufklärungs- und Interessenvertretungsorganisation, deren Aufgabe es ist, Patienten mit psychischen Erkrankungen und ihre Familien vor Pseudowissenschaften und diskreditierten Therapien zu schützen, insbesondere im Bereich der „verdrängten Erinnerungen“. Die Sober Faction ist eine Peer-Selbsthilfegruppe, die einen satanischen Ansatz zur Überwindung von Sucht anbietet. Die Treffen der Sober Faction sollen Suchtkranken dabei helfen, abstinent zu werden, ohne die Last religiöser Dogmen und Aberglauben ertragen zu müssen. Satanic Good Works erbringt Dienstleistungen, die die Gesellschaft verbessern sollen, wie etwa Lebensmittel- und Kleidungsaktionen oder Park- und Straßensäuberungen.
Ordinierte Geistliche des TST (Ministers of Satan) können in den USA offiziell anerkannte Trauungen durchführen. Hierbei ist auch die Trauung gleichgeschlechtlicher Paare mit vorgesehen. Lucien Greaves erklärte, dass der Satanische Tempel, bevor der Oberste Gerichtshof der USA für die gleichgeschlechtliche Ehe entschied, geplant hatte, die Gesetze zur Religionsfreiheit durch die Durchführung einer satanischen Homo-Hochzeit auf die Probe zu stellen.
Die Congregations organisieren darüber hinaus auch Veranstaltungen wie Konzerte, Vorträge oder Kunstperformances und nehmen an LGBT-Pride-Paraden teil. 

### Außerhalb der USA
Außerhalb der USA gab es zunächst nur vereinzelte Aktivitäten.
Im Mai 2018 führte das britische Chapter, in Zusammenarbeit mit dem Künstler Darren Cullen, eine Protestaktion gegen den Kreuzerlass des Freistaats Bayern durch, welcher die Anbringung von Kreuzen in öffentlichen Gebäuden vorsieht. Die Aktion bestand darin, an 40 bayerische Behörden Kruzifixe zu versenden, die mit einer Aufhängevorrichtung am unteren Ende versehen waren und von einem gefälschten Brief des bayerischen Ministerpräsidenten Markus Söder begleitet wurden. Diese Aktion war jedoch im Vorfeld nicht mit der Leitung des Satanic Temple abgestimmt und verstieß damit gegen die Pflicht der lokalen Chapters, für öffentliche Aktivitäten das Einverständnis der Leitung einzuholen. Zeke Apollyon, der Leiter des Chapters, wurde zum Rücktritt aufgefordert und kurzzeitig durch Cain Abaddon ersetzt. Aufgrund persönlicher Differenzen trennte sich das damalige Chapter im Vereinigten Königreich jedoch kurz darauf vom TST. Zusammen mit anderen, vornehmlich europäischen Chaptern gründeten sie im Februar 2019 die Organisation Global Order of Satan.
Im August 2019 fand, unter dem Protest christlicher Gegendemonstranten, ein erstes Unbaptism Ritual des TST Ottawa statt.

## Bedeutende Mitglieder
Durch ihre Tätigkeiten bei TST sind einige Vertreter öffentlich bekannt geworden. Neben Gründer Lucien Greaves so zum Beispiel die ehemalige TST-Sprecherin Jex Blackmore, die über ihre Erfahrungen mit einem Schwangerschaftsabbruch in ihrem Blog schrieb. Auch die Gründerin des Ortsverbandes Seattle Lilith Starr tritt aktiv öffentlich auf und veröffentlichte 2015 unter dem Titel The Happy Satanist: Finding Self-Empowerment eine Sammlung satanischer Essays. Bekanntheit als TST-Mitglieder erlangten außerdem der demokratische Senatskandidat Steve Hill und die Musikerin Shiva Honey.

## Kontroversen

### Status als Religionsgemeinschaft
Nachdem ein Großteil der politischen Tätigkeiten sich auf die Religionsfreiheit in den Vereinigten Staaten beruft, ist der Status als Religionsgemeinschaft immer wieder Anlass zu Diskussionen. Insbesondere die ersten Aktivitäten ließen bei Außenstehenden den Eindruck entstehen, es würde sich lediglich um Satire oder Trolle handeln. Es wurden auch Parallelen zur Kirche des Fliegenden Spaghettimonsters gezogen.
Von Seiten des TST wurde dem wiederholt widersprochen. Viele Mitglieder, z. B. auch Lucien Greaves und Jex Blackmore, waren laut eigener Aussage bereits vor ihrer TST-Mitgliedschaft Satanisten. Gegenüber der New York Times äußerte sich Lucien Greaves wie folgt:

“We’ve been talking a lot of comedy, […] but I genuinely feel this is every bit a religion — this cultural identity, this narrative that contextualizes your life, your works, your goals. And you have these deeply held beliefs, that if they are violated, it compromises your very self.”

„Wir haben viel über die komische Seite gesprochen […] aber ich fühle aufrichtig, dass dies in jeder Hinsicht eine Religion ist – die kulturelle Identität, die Erzählstränge, die dein Leben, deine Arbeit, deine Ziele in einen Zusammenhang setzen. Und du hast diese tief verwurzelten Überzeugungen, die, wenn gegen sie verstoßen wird, dein innerstes Ich verletzen.“

In einem Interview mit dem Magazin Vice nutzte Lucien Greaves den Begriff “Religious Nonbeliever” (= „Religiöser Nicht-Glaubender“):

“It is our goal to separate religion from superstition. Religion can and should be a metaphorical narrative construct by which we give meaning and direction to our lives and works. Our religions should not require of us that we submit ourselves to unreason and untenable supernatural beliefs based on literal interpretations of fanciful tales. Non-believers have just as much right to religion—and any exemptions and privileges being part of a religion brings—as anybody else.”

„Es ist unser Ziel, Religion von Aberglauben zu trennen. Religion kann und sollte ein metaphorisches, erzählerisches Konstrukt sein, das unserem Leben und unserer Arbeit Bedeutung und Richtung gibt. Unsere Religionen sollten uns nicht abverlangen, dass wir uns unlogischen und unhaltbaren übernatürlichen Glaubenssätzen unterwerfen. Nicht-Glaubende haben die gleichen Rechte auf eine Religion – inklusive aller Sonderrechte und Privilegien, welche die Mitgliedschaft in einer Religion mit sich bringt – wie jeder andere auch.“

Die US-amerikanische Bundessteuerbehörde Internal Revenue Service betrachtet den TST als Kirche.

### Vergleich zum LaVeyschen Satanismus
Lucien Greaves und der TST haben sich von Beginn an stark gegenüber dem Satanismus nach Anton Szandor LaVey und der von ihm gegründeten Church of Satan abgegrenzt. So äußerte sich Lucien Greaves abwertend gegenüber der Effektivität der CoS seit dem Tod von LaVey. Greaves beschreibt den Tempel als eine fortschrittliche und aktualisierte Version von LaVey’s Satanismus. Der Tempel sieht sich selbst als getrennt und verschieden von seinem Vorgänger und repräsentiere „eine natürliche Entwicklung im satanischen Denken“. Laut Greaves stimmen die Elemente des Sozialdarwinismus und des Nietzscheismus im Satanismus von LaVey nicht mit der Spieltheorie, dem reziproken Altruismus und der Kognitionswissenschaft überein. Er kritisiert die Church of Satan für ihren Mangel an politischer Lobbyarbeit und ihre Exklusivität, indem er sie als autokratisch und hierarchisch bezeichnete, und behauptet, dass die Kirche den Autoritarismus verherrliche.
Auf der offiziellen TST-Website heißt es:

“TST has its own guiding principles and tenets, distinct from the LaVeyan school, that we feel represents a natural evolution in Satanic thought.”

„TST hat seine eigenen Leitprinzipien und Grundsätze, die von der LaVeyschen Schule abweichen, und von denen wir glauben, dass sie eine natürliche Evolution satanischen Denkens sind.“

### Kritik durch die Church of Satan

Siegel des Baphomet und Logo der Church of Satan

Umgekehrt behauptet die Church of Satan, dass The Satanic Temple sich nur „als Satanisten ausgeben“ würde, und nicht den Satanismus repräsentiere.
Mitglieder der CoS haben auf die Aktivitäten des TST mit zum Teil scharfer Kritik reagiert. In einer offiziellen Pressemeldung reagierte die CoS mit „Schadenfreude“ und kritisierte diverse fragwürdige Aspekte des TST, so z. B. die lockeren Aufnahmekriterien, die Werbung des TST für den kommerziellen Hollywood-Film The Witch oder die widersprüchlichen Aussagen aus der Gründungszeit des TST.
Weiterhin wurde kritisiert, dass der TST die Symbolik und Metaphern der CoS für medienwirksame Streiche missbrauche, Kernelemente satanischer Philosophie nicht verstehe, und es sich insgesamt um nicht mehr als einen schlechten Witz handele:

“The important concept is, as an individualist religion, what we’re opposing depends entirely on your perspective. It’s a sign of intentional coattail riding that, rather than create distinctive terminology and iconography, these pranksters decided to crib ours, and this creates a giant hole in their joke for anyone looking.”

„Das wichtigste Konzept ist, dass bei einer individualistischen Religion ausschließlich deine eigene Perspektive den Ausschlag gibt, gegen was du dich stellst. Es ist ein klares Zeichen von bewusstem Trittbrettfahrertum, dass diese Witzbolde, statt eine eigenen charakteristischen Terminologie und Ikonografie zu erschaffen, unsere abgeguckt haben; und dies reißt ein riesiges Loch in ihren Witz für jeden, der hinschaut.“

Das Online-Magazin The Rooster verglich den Konflikt zwischen den beiden Organisationen mit der Reformation.

## Feiertage
Der Satanic Temple feiert untenstehende fünf Feiertage.
| Datum        | Ereignis                                           |
| ------------ | -------------------------------------------------- |
| 15. Februar  | Lupercalia                                         |
| 30. April    | Hexennacht                                         |
| 25. Juli     | Unveiling Day (Enthüllungstag der Baphomet-Statue) |
| 31. Oktober  | Halloween                                          |
| 25. Dezember | Sol Invictus                                       |

## Kanon
TST beruft sich auf die literarische Figur des Satans als Rebell gegen die (Schreckens-)Herrschaft Gottes. Zum Kanon gehören daher u. a. folgende Werke:
- John Milton: Paradise Lost, 1667
- Charles Baudelaire: Les Fleurs du Mal, 1857
- Anatole France: Aufruhr der Engel („La révolte des anges“), 1914